# Кама (кинжал)
Ка́ма (абх. аҟама, адыг. Къамэ, азерб. qəmə, ингуш. шалта, кабард.-черк. къамэ, карач.-балк. къама, крымскотат. къама, ног. кама, осет. хъама, арм. գամա, կամա) — холодное оружие, кинжал, использовавшийся у народов Кавказа, Закавказья и в прилегающих регионах. В языки Кавказа, Балкан и Персии это слово было заимствовано из осман. قامه‎ (kama) «обоюдоострый кинжал».
Клинок длинный (30—50 см), прямой, обоюдоострый. Вдоль клинка по центру идёт узкий дол, причём долы с разных сторон клинка могут располагаться асимметрично друг относительно друга. Сечение клинка — линзовидное. Клинок плавно сужается к острию. Рукоять узкая, без крестовины, с массивным навершием.
Кинжал носится в ножнах на поясе и на шее. Несмотря на хорошее проникающее действие, применяется в первую очередь как рубяще-режущее оружие. По причине малого веса клинка и смещённого к рукояти центра тяжести в качестве рубящего оружия малоэффективен. Является развитием линии колющего оружия.

## Разновидности кинжала
- азербайджанский клинок имеет отличительной особенностью разнообразные рисунки (орнаменты). Орнаменты могут быть нарисованы на клинке или на приборе. В этом орнаменте используются растительные, несколько геометризированные элементы, а также мотивы мусульманского орнамента: арки, извивающиеся ветки с редко расположенными стилизованными листками. Кроме того, сюда же вносятся переработанные элементы своеобразного широко распространенного в азербайджанском прикладном искусстве прорезного орнамента.
- армянский — черен кинжала имеет головку вытянутой формы, что придает ему форму восточной арки. Детали, из которого изготовлен кинжал, делают из стали, а затем украшают фестонами в форме тюльпанов. Удлиненные головки рукоятей дополнительно видоизменяются путём вытягивания вверх их вершины, чем сильно напоминают восточную арку, а с боков головки делаются несколько углубленные вырезы — перехваты. Шляпки загвоздок имеют конусообразную, слегка выпуклую с боков форму; в других случаях — высокие цилиндрические или круглые, очень низкие, чуть выпуклые. Прокладки под шляпками загвоздок имеют также характерную ромбовидную форму. На ножнах устье, соединенное с обоймицей, и наконечник имеют небольшие треугольные выступы с краями, обрезанными наподобие восточной арки. Вершины этих выступов обычно заканчиваются большими фестончиками в форме тюльпанов. Детали прибора армянских кинжалов изготовляются в основном из стали и украшаются крупным стилизованным растительным орнаментом, нередко сочетающимся со стилизованными же армянскими надписями, исполненными золотой или серебряной таушировкой. Эти драгоценные металлы часто употребляются одновременно. У другой группы армянских кинжалов металлические детали прибора сплошь украшены мелким стилизованным растительным орнаментом, исполненным золотой или серебряной таушировкой.
- грузинский вариант обладает коротким и широким клинком, переклад у кинжала серебристый или металлический, помимо этого на нём (в частности, на его рукояти) встречаются шляпки с краями, вырезанными в форме лепестков цветка. Грузинские кинжалы украшают различными фигурными прорезями с просечками из драгоценных металлов таких как золото или серебро. клинки у них довольно короткие, клиновидной формы, рукояти имеют обычную (общекавказскую) небольшую полуовальную головку. Кроме того, на рукоятях часто встречаются низкие полусферические шляпки загвоздок с круглыми прокладками под ними, с краями, вырезанными в форме лепестков цветка, а на ножнах большое устье с обоймицей и наконечник с треугольными выступами, нередко соединенными между собой тройными фигурными полосками того же металла, пространство между которыми оклеивается кожей. Клинки грузинских кинжалов обычно украшены в средней части накладными сварочными пластинками и у пятки фигурными сквозными прорезями, обрамленными золотой или серебряной насечкой. Серебряный оклад рукоятей и ножен художественно украшен сплошным крупным растительным или цветочным орнаментом, исполненным чернью с гравировкой, нередко с позолотой и канфарением.
- дагестанский кинжал имеет очень вытянутую головку черенка. В этом он схож с армянскими кинжалами. Кинжалы, созданные мастерами из Дагестана всегда считались и считаются самыми лучшими на Кавказе. Высоко ценят их и за пределами Дагестана как по изяществу самой конструкции, так и по исключительно выдающемуся мастерству и художественному исполнению.
- кубачинские кинжалы имеют исключительно благоприятное соотношение длины клинка с его шириной и с размерами рукояти. Помимо тонкого расчета размеров, эти кинжалы имеют некоторые отличительные особенности и в деталях: так, клинки их обычно изготовляются по лезгинскому образцу — однодольные, когда глубокий дол с правой стороны расположен несколько выше, чем дол на левой стороне. Такая конструкция обеспечивает наибольшую жесткость клинка и делает его наиболее легким. В долах, когда их делается по нескольку с каждой стороны, часто травлением наносится узор, напоминающий рисунок сварочной стали. На клинках лезгинского типа пространство между долами и лезвиями подвергается воронению в виде широких полос. Головки рукоятей кинжалов делают значительно удлиненными, несколько сужающимися к их закругленному верху или же повторяют форму головки так называемого казённого образца, принятого на русских казачьих, в особенности уставных, кинжалы пулеметных команд и артиллерийских бебутах. Металлические шляпки загвоздок на составных рукоятях делаются небольшими конусообразными или в виде многогранных пирамидок, иногда эти пирамидки изготовляются с несколько вдавленными ребрами. При этом в Дагестане вообще не принято устраивать под шляпкой дополнительные прокладки. Нижняя часть рукояти, её головка, а также шляпки загвоздок оковываются металлом. Металлический прибор ножен (устье с обоймицей и наконечник), а также часто применяемая сплошная металлическая оковка рукоятей и ножен, сочетающаяся иногда с костяными вставками, обычно украшаются мелким стилизованным растительно-цветочным орнаментом, создававшимся в течение многих столетий златокузнецами Дагестана. Это те же самые четыре типа орнамента тутта, мархарай, москов-накыш и сита, которые используются в Кубачах и при украшении деталей прибора или оклада оружия с длинным клинком. Причем и здесь первые два орнамента употребляются особенно широко. Техника украшения аналогична технике украшения кубачинского оружия с длинным клинком.
- Лезгинский кинжал — разновидность дагестанского кинжала. На каждой голомени имеется по одному несимметрично расположенному долу.
- хевсурская разновидность грузинского кинжала, но с латунным прикладом имеет обычную грузинскую форму или же изготовляются по общекавказскому типу, сильно приближенному к грузинской форме. Детали прибора рукоятей и ножей изготовляются из латуни или железа, украшенного простейшим орнаментом, исполненным медной насечкой.
- Схожие с камой кинжалы, также традиционно носили казаки, которые переняли их у черкесов и широко известны как «казачий кинжал» в России и Украине[1][2].